# Spring Lake (Florida)
Spring Lake è un census-designated place (CDP) degli Stati Uniti d'America, situato in Florida, nella contea di Hernando.